# Roberto González (kierowca)
Roberto González Valdez (ur. 31 marca 1976 roku w Monterrey) – meksykański kierowca wyścigowy.

## Kariera
González rozpoczął karierę w wyścigach samochodowych w 1995 roku od startów w Meksykańskiej Formule 3, gdzie jednak nie był klasyfikowany. W późniejszych latach pojawiał się także w stawce Indy Lights Panamericana, Formuły Chrysler Euro Series, World Series by Nissan, Champ Car World Series, FIA World Endurance Championship oraz American Le Mans Series.
W World Series by Nissan Meksykanin wystartował w siedemnastu wyścigach sezonu 2002 z ekipą GD Racing. Uzbierane siedem punktów dało mu 22 miejsce w końcowej klasyfikacji kierowców.